# Ononis reclinata
Ononis reclinata är en ärtväxtart som beskrevs av Carl von Linné. Ononis reclinata ingår i släktet puktörnen, och familjen ärtväxter.
Kronbladen är rosa, med en dragning mot violett.

## Underarter
Arten delas in i följande underarter:
- O. r. dentata
- O. r. reclinata